# 新潟県道284号中深見越後田沢停車場線
新潟県道284号中深見越後田沢停車場線（にいがたけんどう284ごう なかふかみえちごたざわていしゃじょうせん）は、新潟県中魚沼郡津南町から同県十日町市に至る一般県道である。

## 概要

### 路線データ
- 起点：新潟県中魚沼郡津南町大字中深見（新潟県道482号秋成下船渡線交点）
- 終点：越後田沢停車場（新潟県十日町市田中）

## 通過する自治体
- 新潟県
  - 中魚沼郡津南町 - 十日町市 - 中魚沼郡津南町 - 十日町市 - 中魚沼郡津南町 - 十日町市

## 接続する道路
- 新潟県道482号秋成下船渡線（起点：津南町大字中深見、「津南原集落センター」西方）
- 新潟県道49号小千谷十日町津南線（駒返交差点 - 山崎交差点 - 田沢交差点 - 十日町市田中（「越後田沢駅」南）で重複）
- 国道117号（駒返交差点 - 山崎交差点 - 田沢交差点で重複）（「新潟県道49号小千谷十日町津南線」重複区間）
- 国道353号（山崎交差点 - 田沢交差点 - 十日町市田中（「越後田沢駅」南）で重複）（「新潟県道49号小千谷十日町津南線」重複区間）
- （終点：十日町市田中、「越後田沢駅」前）

## 周辺
- JR飯山線 越後田沢駅
- 財団法人上村病院
- 十日町市役所 中里庁舎（中里支所）（旧・中里村役場）
- 十日町市立中里中学校
- 十日町市立倉俣小学校
- 十日町市立田沢小学校
- 倉俣郵便局
- 越後田沢郵便局
- 信濃川
- 東京電力信濃川発電所 - 東京電力の水力発電所。
- 宮中取水ダム - JR東日本所有のダム。JR東日本信濃川発電所に水を供給している。